# Silvaldo Leung Vieira
Silvaldo Leung Vieira (Santos, 1953) é um fotógrafo. Filho de pai chinês e mãe paulista, se envolveu na fotografia por influência da família, e desenvolveu a vontade de cursar Fotografia desde a infância. Em 1974 ingressou no Instituto de Criminalística da Academia de Polícia Civil de São Paulo, tendo sido convocado à trabalhar para o DOI-CODI em 1975. Observou que ao ingressar no Instituto, possuiria a oportunidade de "desvendar crimes" e "produzir provas técnicas", além de se aprimorar utilizando novos equipamentos. Permaneceu neste cargo durante três anos.

## Início da carreira
Silvaldo possuía apenas 22 anos quando passou a ingressar o Curso de Fotografia da Polícia Militar, no período em que o país vivia sob o domínio de militares. No dia 6 de junho de 1975 foi publicado no Diário Oficial do Estado de São Paulo, a divulgação dos aprovados no Instituto de Criminalística da Academia de Polícia Civil. Na página 59 constava os nomes dos 24 aprovados, Silvaldo era o de número 17.
Com apenas duas semanas e três dias de curso, Silvaldo foi convocado na madrugada do dia 25 de outubro de 1975, pelo Departamento de Ordem Política e Social - DOPS a iniciar sua primeira aula prática no território do Destacamento de Operações de Informação - Centro de Operações de Defesa Interna - DOI-CODI, órgão repressor do governo na década de 1970. Lugar onde pôde presenciar um dos cenários mais comoventes e marcantes da Ditadura Militar Brasileira.
Em entrevista ao Jornal O Globo, comentou: "Achei que fosse um treinamento. Disseram que era para retratar um encontro de cadáver. Eu não estava preparado para aquilo. A gente ouvia falar (da tortura), mas eu não tinha vivido nada daquilo tão perto de mim — disse Leung."

## Registro da fotografia símbolo da repressão
Leung registrou em fotos com a câmera Minolta SLR, a perícia da morte do professor, ativista político, jornalista e dramaturgo brasileiro, Vladimir Herzog em 25 de Outubro de 1975. Ao chegar no local, Silvaldo relata que o "suicídio" já estava armado, os objetos e o cadáver estavam da mesma maneira que está registrado na foto. Vladimir estava pendurado por uma corda no pescoço, com os joelhos dobrados, em uma cela do DOI-CODI.
Em entrevista do Jornal O Globo, Silvaldo relatou: "O que me chamou mais a atenção foi que o Herzog estava com os dois pés no chão". Na entrevista ao Jornal Folha de S.Paulo, Silvaldo Leung comentou: "Eu estava muito nervoso, toda a situação foi tensa. (...) Havia uma vibração muito forte, nunca senti nada igual. Não me deixaram circular livremente pela sala, como todo fotógrafo faz quando vai documentar uma morte. Não tive liberdade. Fiz aquela foto praticamente da porta. Não fiquei com nada, câmera, negativo ou qualquer registro. Só dias depois fui entender o que tinha acontecido", disse ele.
Após o registro da foto, estudantes e ativistas inconformados com o suposto "suicídio" se motivaram a encarar com mais poder a Ditadura. A reunião pôde ser realizada no dia do Culto Ecumênico de Vladimir Herzog, na Praça da Sé, onde a multidão se juntou e planejou uma reorganização da luta contra a Ditadura. As forças se reagruparam buscando a via pacífica e a queda da Ditadura militar, o que ocorrera somente dez anos depois.
"Tudo foi manipulado, e infelizmente eu acabei fazendo parte dessa manipulação" disse Leung. No mesmo local, várias pessoas foram assassinadas, mas foram divulgadas como suicidas, como o estudante Alexandre Vannucchi Leme, e o 1º tenente PM José Ferreira de Almeida. Três meses depois, Silvaldo foi convocado a retratar a morte do metalúrgico Manoel Fiel Filho. Assassinado sob tortura, ele também foi apresentado pelo regime como "suicida". Mas após fazer o comentário de que ocorriam "coisas estranhas" ao perceber que se trataria de mais um falso suicídio, foi mandado embora, e a foto não foi feita.

## Refúgio
Por suas atitudes contrárias à Ditadura militar, Leung passou a ser penalizado, não podendo tirar férias e chegou a ser suspenso. Após três anos na função, e os vários pedidos de férias negados, em agosto de 1979 Leung finalmente conseguiu retirá-las e seguiu rumo à Los Angeles, Estados Unidos, “Logo depois da foto eu resolvi me mudar mas como todos naquela época precisei juntar dinheiro para pagar o depósito compulsório para o país que era obrigatório na época e para comprar a passagem. Cheguei em Los Angeles com US$ 500, mas consegui um emprego logo e sobrevivi”.
Na reportagem em que concedeu à Folha de S.Paulo é esclarecido como se enquadrou na sociedade americana "Em 1986, foi favorecido pela Lei da Anistia da Imigração Americana, promovida pelo governo de Ronald Reagan (1981-89); dois anos depois, ganhou o visto de residência temporária; em 1989, veio o selo de residente permanente." Los Angeles é a cidade em que conseguiu refúgio na época, onde pôde se ver livre dos poderes da Ditadura militar.
Silvaldo protocolou em 2008 um pedido de indenização pelo tempo exercido como Fotógrafo da Polícia Militar. Alegou ter abandonado o cargo por perseguição política. Em entrevista à Folha, relata "Infelizmente eu estava no meio do caldeirão, sempre foi muito difícil para mim entender todo esse processo". Na mesma entrevista, informa que pretende voltar à Fotografia "Preciso me atualizar, comecei na fotografia na era do preto e branco. Mudou muito."

## Comissão Nacional da Verdade
Ficou quinze anos sem retornar ao Brasil, mas precisou retornar para depor à Comissão Nacional da Verdade em 2013. Retornou ao DOI-CODI de São Paulo, quase 38 anos após sua fuga, mas não conseguiu encontrar a sala em que fotografou Herzog, devido às reformas que ocorreram no local.
À Comissão, quando foi questionado se teria sido colaborador da ditadura militar, afirmou que foi apenas mais uma vítima, pois desde a infância seu propósito era ser fotógrafo, e que descobriu no Instituto de Criminalística da Academia de Polícia Civil um tipo de fotografia que não queria fazer.
“Eu me considero mais uma vítima. Era fotógrafo, minha intenção era fotografar. Existiam poucos cursos de fotografia e um dos que existiam era esse do IC. Naquele tempo, o fotógrafo comum não tinha aquele tipo de tecnologia”, respondeu.
O filho de Vladimir Herzog, Ivo Herzog, compareceu no dia da audiência realizada pela Comissão Nacional da Verdade, e relatou “Ele foi um cúmplice, pois foi conivente com a situação e ficou mais três anos no serviço”. Já o relator do caso, Mário Covas Neto afirmou “Não vejo como ele pode ser responsabilizado por qualquer coisa daquela época. Estava começando a vida profissional e vejo como um soldado que cumpre ordens".